# Puyo Puyo Champions
Puyo Puyo Champions (Puyo Puyo eSports (ぷよぷよeスポーツ) au Japon), est un jeu vidéo de puzzle développé et publié par Sega pour Nintendo Switch, Xbox One, PlayStation 4, et en 2019 pour Microsoft Windows (via la plateforme Steam).
Initialement sorti au Japon sous le nom de Puyo Puyo eSports, le jeu a été localisé pour une sortie internationale en 2019 sous le nom de Puyo Puyo Champions[réf. nécessaire]. Comme avec Puyo Puyo Tetris, la version internationale comporte des voix de caractères anglais, permettant au joueur de changer entre les voix localisées japonaises et anglaises originales; l'interface du jeu est également disponible en français, allemand, italien, espagnol, chinois traditionnel, chinois simplifié et coréen.

## Mécanique et modes
Le jeu propose deux mécanismes de jeu distincts basés sur les jeux précédents suivants:
- Puyo Puyo Tsu
- Puyo Puyo Fever

Les modes de jeu disponibles incluent:
- Multijoueur, l'objectif principal du jeu; peut être joué localement sur le même appareil ou via LAN, ou avec d'autres joueurs en ligne, de manière décontractée ou compétitive
- Tournoi, un mode multijoueur local pouvant accueillir jusqu'à huit joueurs, avec un tournoi à élimination simple
- Leçons, un mode solo pour apprendre les bases du jeu et s'entraîner
- Défis, le seul autre mode solo disponible, principalement pour tester les compétences et les capacités des joueurs

Comme son nom japonais d'origine l'indique, ce jeu est destiné aux esports et se concentre donc sur le multijoueur compétitif.Il lui manque donc la campagne solo qui figurait en bonne place dans les jeux précédents.
Puyo Puyo Champions propose également 24 personnages jouables, avec leur propre comportement d'IA et leur modèle de chute de fièvre, bien que certains de ces personnages réutilisent simplement l'IA existante des personnages n'apparaissant pas dans le jeu comme jouables. Ces personnages incluent les favoris des fans de la série de jeux Compile originale tels que Arle et Dark Prince, ainsi que des personnages plus récents tels que Ally, qui a fait ses débuts dans le jeu Nintendo 3DS Puyo Puyo Chronicle, exclusivement au Japon. La mise à jour 2.02, publiée le 24 août 2020, a ajouté deux personnages cachés, Rafisol et Paprisu, qui doivent être déverrouillés en saisissant des combinaisons de boutons spécifiques.
Le jeu permet également aux joueurs de personnaliser leur image de profil dans le jeu, avec plus d'une centaine de personnages à choisir à la fois dans la série de jeux principale et dans Puyopuyo!! Quest, ainsi qu'une sélection d'arrière-plans et de bordures, qui semblent tous être repris de Puyopuyo!! Quest.

## Accueil
Le jeu a reçu des critiques majoritairement favorables. La version Nintendo Switch a reçu un score de 74/100 à Metacritic, basé sur 10 avis,  tandis que celui de la PlayStation 4 a reçu un score de 74/100, basé sur 4 avis. 
Nintendo Life dit que Puyo Puyo Champions couvre habilement l'essentiel de la série à un prix avantageux, laissant un score de 80/100.